# ماراتن در مسابقات جهانی دو و میدانی

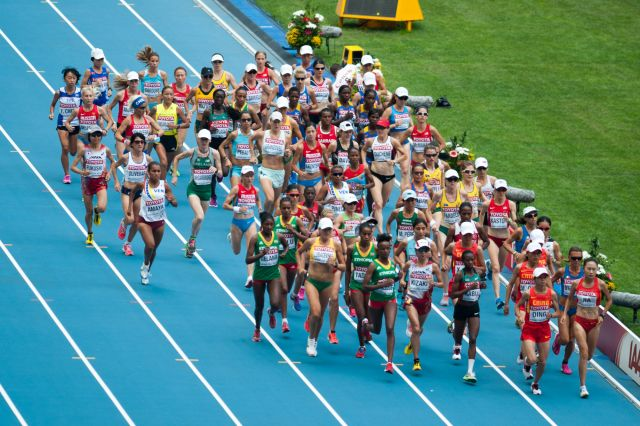
مسابقات بخش زنان در سال ۲۰۱۳ میلادی

ماراتن در مسابقات جهانی دو و میدانی از اولین دورهٔ آن، در سال ۱۹۸۳ میلادی، در دو بخش مردان و زنان به رقابت گذاشته شده است. این مسابقات از لحاظ ارزشمندی، دومین تورنمنت معتبر جهانی در این رشته (پس از ماراتن در المپیک) است. از سال ۱۹۹۷ تا ۲۰۱۱ میلادی، این تورنمنت میزبان مسابقات تیمی جام جهانی ماراتن هم بود. در حال حاضر بخشی از برنامه و تقویم کلان ماراتن‌های جهانی است که شامل شش مسابقه برتر سالانه است. فرمت مسابقات دارای مسابقات جداگانه مردان و زنان است که هر دو به عنوان یک فینال مستقیم عمل می‌کنند. تعداد شرکت‌کنندگان معمولاً بین شصت تا هشتاد دونده در هر مسابقه است. این رویداد معمولاً در استادیوم اصلی شروع شده و همان‌جا به پایان می‌رسد و بقیهٔ مسیر مسابقه در جاده‌های اطراف شهر میزبان برگزار می‌شود.
رکوردهای قهرمانی این رویداد عبارتند از ۲:۰۶:۵۴ ساعت برای مردان، که توسط آبل کیروی در سال ۲۰۰۹، و ۲:۲۰:۵۷ ساعت برای زنان، توسط پائولا رادکلیف در سال ۲۰۰۵ ثبت شد. رکورد جهانی هرگز در مسابقات توسط مردان یا زنان شکسته نشده است یا با آن برابری نکرده است، که نشان دهنده فقدان ضربان ساز و رویکرد تاکتیکی بیشتر ورزشکاران به مسابقات قهرمانی است.
کاترین ندربا و ادنا کیپلاگات موفق‌ترین ورزشکاران این رویداد هستند که هر کدام دو مدال طلا و یک مدال نقره در ماراتن زنان کسب کرده‌اند. علاوه بر این، کیپلاگات در پنج ماراتن پیاپی قهرمانی دو و میدانی جهان، از سال ۲۰۱۱ تا ۲۰۱۹، به پنج نفر نخست راه یافت. سه ورزشکار دیگر دو بار برنده ماراتن مسابقات جهانی شده‌اند: آبل آنتون، جواد غریب، و آبل کیروی - که همه آنها به همراه ادنا کیپلاگات پیروزهای متوالی داشتند.
کنیا با کسب ۱۰ مدال طلا طی ادوار مختلف (پنج مدال مردان و پنج مدال زنان)، موفق‌ترین کشور در تاریخ این مسابقات است. اتیوپی با ۶ مدال طلا (سه طلای مردان و سه طلای زنان) در رتبه بعدی قرار دارد. در میان کشورهای اروپایی نیز، اسپانیا با کسب پنج مدال طلا، بهترین نتایج را کسب کرده است. در بین کشورهای آسیایی هم ژاپن با یک طلای مردان و دو طلای زنان، پیشتاز است.

## رکوردهای سنی
- تمام اطلاعات برگرفته از وب سایت اتحادیه بین‌المللی فدراسیون‌های دو و میدانی است.[۳]

| تمایزات             | مردان                 | مردان            | مردان       | زنان                 | زنان             | زنان            |
| تمایزات             | ورزشکار               | سن               | تاریخ       | ورزشکار              | سن               | تاریخ           |
| ------------------- | --------------------- | ---------------- | ----------- | -------------------- | ---------------- | --------------- |
| جوانترین قهرمان     | گیرمای گبرسلاسی (ERI) | 19 سال و ۲۸۱ روز | ۲۲ اوت ۲۰۱۵ | بای شوئه (CHN)       | 20 سال و ۲۵۱ روز | ۲۳ اوت ۲۰۰۹     |
| جوانترین مدال آور   | گیرمای گبرسلاسی (ERI) | 19 سال و ۲۸۱ روز | ۲۲ اوت ۲۰۱۵ | بای شوئه (CHN)       | 20 سال و ۲۵۱ روز | ۲۳ اوت ۲۰۰۹     |
| جوانترین فینالیست   | گیرمای گبرسلاسی (ERI) | 19 سال و ۲۸۱ روز | ۲۲ اوت ۲۰۱۵ | کیم هایه گیونگ (PRK) | 20 سال و ۱۵۴ روز | ۱۰ اوت ۲۰۱۳     |
| جوانترین شرکت کننده | احمد حسن (SOM)        | 18 سال و ۱۸۷ روز | ۳ اوت ۲۰۰۱  | سو سو نینگ (TPE)     | 14 سال و ۲۷۴ روز | ۱۵ اوت ۱۹۹۳     |
| پیرترین قهرمان      | آبل آنتون (ESP)       | 36 سال و ۳۰۸ روز | ۲۸ اوت ۱۹۹۹ | کاترین ندربا (KEN)   | 35 سال و ۴۳ روز  | ۲ سپتامبر ۲۰۰۷  |
| پیرترین مدال آور    | آبل آنتون (ESP)       | 36 سال و ۳۰۸ روز | ۲۸ اوت ۱۹۹۹ | هلالیا یوهانس (NAM)  | 39 سال و ۴۶ روز  | ۲۸ سپتامبر ۲۰۱۹ |
| پیرترین فینالیست    | راجرو پریتیله (ITA)   | 41 سال و ۱۴ روز  | ۲۲ اوت ۲۰۱۵ | روبرتا گرونر (USA)   | 41 سال و ۲۶۷ روز | ۲۸ سپتامبر ۲۰۱۹ |
| پیرترین شرکت کننده  | پاتریک دوپوی (PYF)    | 46 سال و ۸۵ روز  | ۵ اوت ۱۹۹۵  | کالین د ریوک (USA)   | 47 سال و ۱۳۶ روز | ۲۷ اوت ۲۰۱۱     |

پاتریک دوپوی از پلی‌نزی فرانسه در سال ۲۰۰۷ با ۴۶ سال و ۸۵ روز مسن‌ترین مرد تاریخ مسابقات قهرمانی جهان شد.  طبق مقررات فعلی، رکوردهای جوان‌ترین شرکت کنندگان قبت نمی‌ماند؛ زیرا هر ورزشکاری در رده نوجوانان (زیر ۲۰ سال) یا کمتر، در آن سال واجد شرایط شرکت در ماراتن نیست.

## دوپینگ
اولین محرومیت دوپینگ در ماراتن قهرمانی جهان در سال ۲۰۰۱ بود، زمانی که روبرتو باربی، دونده ایتالیایی که نفر شصتم در مسابقه مردان بود، به وسیلهٔ تست دوپینگ محروم شد. نایلیا یولامانوا، که نفر هشتم در مسابقه زنان ۲۰۰۹ بود، نخستین زنی بود که به علت دوپینگ محروم گردید و میخائیل لمایف، ورزشکار روس، نتیجه‌اش در همان دوره از مسابقات، از جدول نهایی مسابقه مردان پاک شد. بی‌نظمی‌های مربوط به پاسپورت بیولوژیکی باعث شد که نامزدی‌های عبدالرحیم گمری در سال‌های ۲۰۰۹ و ۲۰۱۱ به صورت گذشته‌نگر باطل شوند.  برنامهٔ ضد دوپینگ، در مسابقات قهرمانی سال ۲۰۱۳ میلادی باعث شد جرمیاس سالوژ از مسابقات ماراتن مردان به علت مثبت شدن دوپینگ او، محروم شود.

## مدال آوران

### مردان
| رقابت‌ها        | طلا                    | نقره                          | برنز                          |
| ۱۹۸۳ هلسینکی   | رابرت ده کاستلا (AUS)  | Kebede Balcha (ETH)           | والدمار سیرپینسکی (GDR)       |
| ۱۹۸۷ رم        | داگلاس واکیهوری (KEN)  | حسین احمد صلاح (DJI)          | جلدینو بوردین (ITA)           |
| ۱۹۹۱ توکیو     | Hiromi Taniguchi (JPN) | حسین احمد صلاح (DJI)          | Steve Spence (USA)            |
| ۱۹۹۳ اشتوتگارت | Mark Plaatjes (USA)    | Luketz Swartbooi (NAM)        | Bert van Vlaanderen (NED)     |
| ۱۹۹۵ گوتنبرگ   | Martín Fiz (ESP)       | Dionicio Cerón (MEX)          | Luíz Antônio dos Santos (BRA) |
| ۱۹۹۷ آتن       | Abel Antón (ESP)       | Martín Fiz (ESP)              | Steve Moneghetti (AUS)        |
| ۱۹۹۹ سویا      | Abel Antón (ESP)       | Vincenzo Modica (ITA)         | Nobuyuki Sato (JPN)           |
| ۲۰۰۱ ادمونتون  | گزاهگنه آبرا (ETH)     | Simon Biwott (KEN)            | استفانو بالدینی (ITA)         |
| ۲۰۰۳ سنت دنیس  | جواد غریب (MAR)        | Julio Rey (ESP)               | استفانو بالدینی (ITA)         |
| ۲۰۰۵ هلسینکی   | جواد غریب (MAR)        | Christopher Isengwe (TAN)     | Tsuyoshi Ogata (JPN)          |
| ۲۰۰۷ اوساکا    | Luke Kibet Bowen (KEN) | مبارک حسن شامی (QAT)          | ویکتور روتلین (SUI)           |
| ۲۰۰۹ برلین     | آبل کیروی (KEN)        | امانوئل کیپچیرچیر موتای (KEN) | تسگایه کبده (ETH)             |
| ۲۰۱۱ دائگو     | آبل کیروی (KEN)        | Vincent Kipruto (KEN)         | فییسا لیلسا (ETH)             |
| ۲۰۱۳ موسکو     | استیون کیپروتیچ (UGA)  | للیسا دسیسا (ETH)             | Tadese Tola (ETH)             |
| ۲۰۱۵ پکن       | گیرمای گبرسلاسی (ERI)  | یمانه تسگای (ETH)             | سالومون موتای (UGA)           |
| ۲۰۱۷ لندن      | جفری کیرویی (KEN)      | تامیرات تولا (ETH)            | Alphonce Simbu (TAN)          |
| ۲۰۱۹ دوحه      | للیسا دسیسا (ETH)      | Mosinet Geremew (ETH)         | Amos Kipruto (KEN)            |
| ۲۰۲۲ ایگن      | تامیرات تولا (ETH)     | Mosinet Geremew (ETH)         | بشیر عبدی (BEL)               |
| ۲۰۲۳ بوداپست   | ویکتور کیپلانگات (UGA) | Maru Teferi (ISR)             | Leul Gebresilase (ETH)        |

#### مدال آوران متعدد
| رتبه | ورزشکار         | کشور          | دوره      | طلا | نقره | برنز | جمع |
| ---- | --------------- | ------------- | --------- | --- | ---- | ---- | --- |
| ۱    | آبل آنتون       | اسپانیا (ESP) | ۱۹۹۷–۱۹۹۹ | ۲   | ۰    | ۰    | ۲   |
| ۱    | جواد غریب       | مراکش (MAR)   | ۲۰۰۳–۲۰۰۵ | ۲   | ۰    | ۰    | ۲   |
| ۱    | آبل کیروی       | کنیا (KEN)    | ۲۰۰۹–۲۰۱۱ | ۲   | ۰    | ۰    | ۲   |
| ۴    | مارتین فیز      | اسپانیا (ESP) | ۱۹۹۵–۱۹۹۷ | ۱   | ۱    | ۰    | ۲   |
| ۴    | للیسا دسیسا     | اتیوپی (ETH)  | ۲۰۱۳–۲۰۱۹ | ۱   | ۱    | ۰    | ۲   |
| ۴    | تامیرات تولا    | اتیوپی (ETH)  | ۲۰۱۷–۲۰۲۲ | ۱   | ۱    | ۰    | ۲   |
| ۷    | حسین احمد صلاح  | جیبوتی (DJI)  | ۱۹۸۷–۱۹۹۱ | ۰   | ۲    | ۰    | ۲   |
| ۷    | موسینت گرمو     | اتیوپی (ETH)  | ۲۰۱۹–۲۰۲۲ | ۰   | ۲    | ۰    | ۲   |
| ۹    | استفانو بالدینی | ایتالیا (ITA) | ۲۰۰۱–۲۰۰۳ | ۰   | ۰    | ۲    | ۲   |

#### مدال آوران بر پایه کشور
| رتبه | کشور                      | طلا | نقره | برنز | جمع |
| ---- | ------------------------- | --- | ---- | ---- | --- |
| ۱    | کنیا (KEN)                | ۵   | ۳    | ۱    | ۹   |
| ۲    | اتیوپی (ETH)              | ۳   | ۶    | ۴    | ۱۳  |
| ۳    | اسپانیا (ESP)             | ۳   | ۲    | ۰    | ۵   |
| ۴    | مراکش (MAR)               | ۲   | ۰    | ۰    | ۲   |
| ۴    | اوگاندا (UGA)             | ۲   | ۰    | ۰    | ۲   |
| ۶    | ژاپن (JPN)                | ۱   | ۰    | ۲    | ۳   |
| ۷    | استرالیا (AUS)            | ۱   | ۰    | ۱    | ۲   |
| ۸    | ایالات متحده آمریکا (USA) | ۱   | ۰    | ۱    | ۲   |
| ۹    | اریتره (ERI)              | ۱   | ۰    | ۰    | ۱   |
| ۱۰   | جیبوتی (DJI)              | ۰   | ۲    | ۰    | ۲   |
| ۱۱   | ایتالیا (ITA)             | ۰   | ۱    | ۳    | ۴   |
| ۱۲   | تانزانیا (TAN)            | ۰   | ۱    | ۱    | ۲   |
| ۱۳   | مکزیک (MEX)               | ۰   | ۱    | ۰    | ۱   |
| ۱۳   | اسرائیل (ISR)             | ۰   | ۱    | ۰    | ۱   |
| ۱۳   | نامیبیا (NAM)             | ۰   | ۱    | ۰    | ۱   |
| ۱۳   | قطر (QAT)                 | ۰   | ۱    | ۰    | ۱   |
| ۱۶   | بلژیک (BEL)               | ۰   | ۰    | ۱    | ۱   |
| ۱۶   | برزیل (BRA)               | ۰   | ۰    | ۱    | ۱   |
| ۱۶   | آلمان شرقی (GDR)          | ۰   | ۰    | ۱    | ۱   |
| ۱۶   | هلند (NED)                | ۰   | ۰    | ۱    | ۱   |
| ۱۶   | سوئیس (SUI)               | ۰   | ۰    | ۱    | ۱   |

### زنان

#### مدال آوران متعدد
| رتبه | ورزشکار        | کشور         | دوره      | طلا | نقره | برنز | جمع |
| ---- | -------------- | ------------ | --------- | --- | ---- | ---- | --- |
| ۱    | کاترین ندربا   | کنیا (KEN)   | ۲۰۰۳–۲۰۰۷ | ۲   | ۱    | ۰    | ۳   |
| ۱    | ادنا کیپلاگات  | کنیا (KEN)   | ۲۰۱۱–۲۰۱۷ | ۲   | ۱    | ۰    | ۳   |
| ۳    | مانوئلا ماچادو | پرتغال (POR) | ۱۹۹۳–۱۹۹۷ | ۱   | ۲    | ۰    | ۳   |
| ۴    | لیدیا سیمون    | رومانی (ROU) | ۱۹۹۷–۲۰۰۱ | ۱   | ۰    | ۲    | ۳   |
| ۵    | ریکو توسا      | ژاپن (JPN)   | ۲۰۰۱–۲۰۰۷ | ۰   | ۱    | ۱    | ۲   |

#### مدال آوران بر پایه کشور
| رتبه | کشور                      | طلا | نقره | برنز | جمع |
| ---- | ------------------------- | --- | ---- | ---- | --- |
| ۱    | کنیا (KEN)                | ۵   | ۵    | ۱    | ۱۱  |
| ۲    | اتیوپی (ETH)              | ۳   | ۱    | ۱    | ۳   |
| ۳    | ژاپن (JPN)                | ۲   | ۵    | ۴    | ۱۱  |
| ۴    | پرتغال (POR)              | ۲   | ۲    | ۰    | ۴   |
| ۵    | رومانی (ROU)              | ۱   | ۱    | ۳    | ۵   |
| ۶    | بحرین (BHR)               | ۱   | ۱    | ۱    | ۳   |
| ۷    | چین (CHN)                 | ۱   | ۱    | ۰    | ۲   |
| ۸    | بریتانیای کبیر (GBR)      | ۱   | ۰    | ۰    | ۱   |
| ۸    | کرهٔ شمالی (PRK)           | ۱   | ۰    | ۰    | ۱   |
| ۸    | نروژ (NOR)                | ۱   | ۰    | ۰    | ۱   |
| ۸    | لهستان (POL)              | ۱   | ۰    | ۰    | ۱   |
| ۱۲   | ایتالیا (ITA)             | ۰   | ۱    | ۰    | ۱   |
| ۱۲   | اتحاد جماهیر شوروی (URS)  | ۰   | ۱    | ۰    | ۱   |
| ۱۲   | ایالات متحده آمریکا (USA) | ۰   | ۱    | ۰    | ۱   |
| ۱۵   | فرانسه (FRA)              | ۰   | ۰    | ۱    | ۲   |
| ۱۵   | اسرائیل (ISR)             | ۰   | ۰    | ۱    | ۱   |
| ۱۵   | مراکش (MAR)               | ۰   | ۰    | ۱    | ۱   |
| ۱۵   | نامیبیا (NAM)             | ۰   | ۰    | ۱    | ۱   |
| ۱۵   | روسیه (RUS)               | ۰   | ۰    | ۱    | ۱   |

## رکورد پیشرفت قهرمانی

### مردان
| تایم    | ورزشکار         | کشور           | سال  | راند  | تاریخ    |
| ------- | --------------- | -------------- | ---- | ----- | -------- |
| ۲:۱۰:۰۳ | رابرت ده کاستلا | استرالیا (AUS) | ۱۹۸۳ | فینال | ۱۴ اوت   |
| ۲:۰۸:۳۱ | جواد غریب       | مراکش (MAR)    | ۲۰۰۳ | فینال | ۳۰ اوت   |
| ۲:۰۶:۵۴ | آبل کیروی       | کنیا (KEN)     | ۲۰۰۹ | فینال | ۲۲ اوت   |
| ۲:۰۵:۳۶ | تامیرات تولا    | اتیوپی (ETH)   | ۲۰۲۲ | فینال | ۱۷ جولای |

### زنان
| تایم    | ورزشکار          | کشور                 | سال  | راند  | تاریخ    |
| ------- | ---------------- | -------------------- | ---- | ----- | -------- |
| ۲:۲۸:۰۸ | گرت وایتس        | نروژ (NOR)           | ۱۹۸۳ | فینال | ۷ اوت    |
| ۲:۲۵:۱۷ | رزا موتا         | پرتغال (POR)         | ۱۹۸۷ | فینال | ۲۹ اوت   |
| ۲:۲۳:۵۵ | کاترین ندربا     | کنیا (KEN)           | ۲۰۰۳ | فینال | ۳۱ اوت   |
| ۲:۲۰:۵۷ | پائولا رادکلیف   | بریتانیای کبیر (GBR) | ۲۰۰۵ | فینال | ۱۴ اوت   |
| ۲:۱۸٫۱۱ | گوتیتوم گبرسلاسه | اتیوپی (ETH)         | ۲۰۲۲ | فینال | ۱۸ جولای |

## زمان نهایی

### ده ورزشکار برتر
| رتبه | تایم (sec) | ورزشکار                 | کشور     | سال  | تاریخ      |
| ---- | ---------- | ----------------------- | -------- | ---- | ---------- |
| ۱    | ۲:۰۵٫۳۶    | تامیرات تولا            | اتیوپی   | ۲۰۲۲ | ۲۰۲۲-۰۷-۱۷ |
| ۲    | ۲:۰۶٫۴۴    | موسینت گرمو             | اتیوپی   | ۲۰۲۲ | ۲۰۲۲-۰۷-۱۷ |
| ۳    | ۲:۰۶٫۴۸    | بشیر عبدی               | بلژیک    | ۲۰۲۲ | ۲۰۲۲-۰۷-۱۷ |
| ۴    | ۲:۰۶٫۵۴    | آبل کیروی               | کنیا     | ۲۰۰۹ | ۲۰۰۹-۰۸-۲۲ |
| ۵    | ۲:۰۷٫۰۹    | کامرون لوینز            | کانادا   | ۲۰۲۲ | ۲۰۲۲-۰۷-۱۷ |
| ۶    | ۲:۰۷٫۱۴    | جفری کیپسانگ            | کنیا     | ۲۰۲۲ | ۲۰۲۲-۰۷-۱۷ |
| ۷    | ۲:۰۷٫۱۷    | سیفو تورا               | اتیوپی   | ۲۰۲۲ | ۲۰۲۲-۰۷-۱۷ |
| ۸    | ۲:۰۷٫۳۱    | گابریل گی               | تانزانیا | ۲۰۲۲ | ۲۰۲۲-۰۷-۱۷ |
| ۹    | ۲:۰۷٫۳۵    | دانیل فریرا دو ناسیمنتو | برزیل    | ۲۰۲۲ | ۲۰۲۲-۰۷-۱۷ |
| ۱۰   | ۲:۰۷٫۳۸    | آبل کیروی               | کنیا     | ۲۰۱۱ | ۲۰۱۱-۰۹-۰۴ |

| رتبه | تایم (sec) | ورزشکار            | کشور                | سال  | تاریخ      |
| ---- | ---------- | ------------------ | ------------------- | ---- | ---------- |
| ۱    | ۲:۱۸٫۱۱    | گوتیتوم گبرسلاسه   | اتیوپی              | ۲۰۲۲ | ۲۰۲۲-۰۷-۱۸ |
| ۲    | ۲:۱۸٫۲۰    | جودیت کوریر        | کنیا                | ۲۰۲۲ | ۲۰۲۲-۰۷-۱۸ |
| ۳    | ۲:۲۰٫۱۸    | لونا چامتای سامپتر | اسرائیل             | ۲۰۲۲ | ۲۰۲۲-۰۷-۱۸ |
| ۴    | ۲:۲۰٫۲۹    | نازرت ولدو         | اریتره              | ۲۰۲۲ | ۲۰۲۲-۰۷-۱۸ |
| ۵    | ۲:۲۰٫۵۷    | پائولا رادکلیف     | بریتانیای کبیر      | ۲۰۰۵ | ۲۰۰۵-۰۸-۱۴ |
| ۶    | ۲:۲۲٫۰۱    | کاترین ندربا       | کنیا                | ۲۰۰۵ | ۲۰۰۵-۰۸-۱۴ |
| ۷    | ۲:۲۲٫۱۰    | سارا هال           | ایالات متحده آمریکا | ۲۰۲۲ | ۲۰۲۲-۰۷-۱۸ |
| ۸    | ۲:۲۲٫۱۵    | آنجلا تانوی        | کنیا                | ۲۰۲۲ | ۲۰۲۲-۰۷-۱۸ |
| ۹    | ۲:۲۳٫۱۸    | اما باتز           | ایالات متحده آمریکا | ۲۰۲۲ | ۲۰۲۲-۰۷-۱۸ |
| ۱۰   | ۲:۲۳٫۱۹    | کونستانتینا دیتا   | رومانی              | ۲۰۰۵ | ۲۰۰۵-۰۸-۱۴ |